# Гофман-Пылаев, Николай Викторович
Николай Викторович Гофман-Пылаев (2 июля 1892, Москва — 6 апреля 1973) — советский архитектор. Специализировался на строительстве больниц и поликлиник.

## Биография
Николай Гофман-Пылаев родился в 2 июля 1892 года Москве. В 1917 году окончил архитектурное отделение Московского училища живописи, ваяния и зодчества.
Начал трудовую деятельность архитектором на электростанции в Богородске. Затем работал на фабрике старой Горьковской Мануфактуры. С 1918 года — в Ярославском архитектурном управлении по восстановлению города.
В 1922 году работал в Москве на проектировании Всероссийской сельскохозяйственной и кустарно-промышленной выставки. Затем работал в паевом товариществе НАРПИТ при Управлении делами СНК СССР.
В 1929 году Николай Гофман-Пылаев стал руководителем сектором больничного строительства при Проектгражданстрое. В 1931 году стал руководителем мастерской в Лечебно-санитарном управлении Кремля. С 1938 года — главный архитектор Горздравпроекта.
В годы Великой Отечественной войны работал в Куйбышеве начальником участка и старшим инженером в Армейском управлении Военно-полевого строительства. С 1943 года вновь работал в Москве в Горздравпроекте.
С 1947 года — начальник проектной группы отдела капитального строительства в Лечебно-санитарном управлении Кремля. С 1948 года — главный архитектор Государственных архитектурных мастерских Комитета по делам архитектуры при СНК СССР. С 1951 года — главный архитектор мастерской Специального архитектурно-конструкторского бюро Архитектурно-планировочного управления.
Член Союза архитекторов СССР с 1936 года. Участник архитектурных конкурсов. Соавтор книги «Больничное дело» (Медгиз, 1941).
Жил в Москве по адресам: 2-й Красногорский проезд, 8/8; Ермолаевский переулок, дом 8. Умер 6 апреля 1973 года.

## Основные постройки

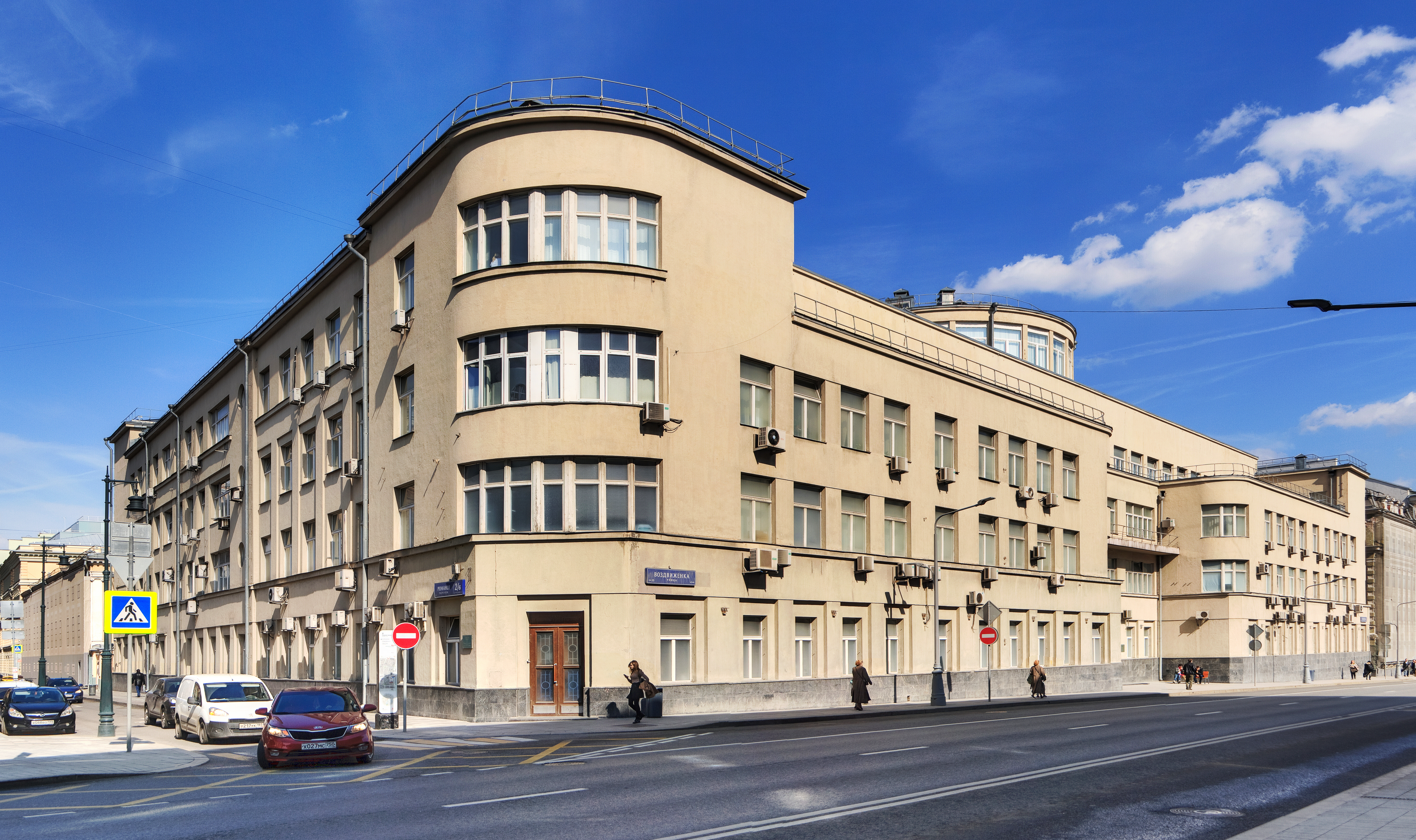
Здание Кремлёвской поликлиники

### в Москве
- Здание Международных ленинских курсов на Поварской улице (1928—1929)[2]
- Здание Кремлёвской поликлиники на Воздвиженке (1931—1932)[2] — объект культурного наследия регионального значения
- Больница Санитарного управления Кремля в Архангельском (1930)[2]
- Приёмный покой Боткинской больницы (1936)[2]
- Поликлиника Гражданской авиации на Песчаной улице (в соавторстве, 1937—1938)[6][7][8] — объект культурного наследия регионального значения
- Поликлиника Минздрава СССР в Сивцевом Вражке (в соавторстве, 1947—1948)[2]

### в других городах
- Комплекс зданий Окружной больницы в Новосибирске (1931—1937, совместно с А. З. Гринбергом и А. Г. Климухиным)[9]
- Больница в Брянске[2] (1930-е, совместно с Д. Н. Чечулиным)
- Больница в Самаре[2]